# Serge Buttet
Pour les articles homonymes, voir Buttet.
Serge Buttet, né le 14 décembre 1954 à Romans-sur-Isère et mort le 24 juin 2021 à Soustons, est un nageur français.

## Biographie

### Carrière de nageur
Serge Buttet intègre les Dauphins romanais-péageois à l’âge de 8 ans, sous l'impulsion de son père. Il a pour entraîneur André Pistre puis sa mère. Il est sacré champion de France du 100 mètres papillon à sept reprises (1974, hiver 1975, 1975, hiver 1976, 1976, hiver 1977, 1977). Il bat le record de France de la distance en 1974 avec un temps de 58 s 30 et l'améliore en 1975 avec un temps de 58 s 30, puis en 1976 avec un temps de 58 s 30 ; ce record ne sera battu qu'en 1979. Il participe aux Championnats d'Europe de natation 1974 à Vienne, terminant huitième du 100 mètres papillon et huitième du relais 4 × 100 mètres quatre nages,  et termine neuvième du 100 mètres papillon des Championnats du monde de natation 1975 à Cali. Aux Jeux olympiques de 1976 à Montréal, il est éliminé en séries du 100 mètres papillon, terminant quatrième de sa course en 58 s 37. Il prend sa retraite sportive en 1978 à l'âge de 24 ans.

### Carrière d'entraineur
Il travaille ensuite en tant que conseiller technique à la Direction départementale de la jeunesse et des sports à Bordeaux, et en tant qu'entraîneur de haut niveau. Il voit une piscine porter son nom à Romans-sur-Isère en février 2020.

### Décès
Il meurt le 24 juin 2021 à l'âge de 66 ans.